# Per Søderstrøm
Per Søderstrøm, norveški rokometaš, * 20. april 1943, Oslo.
Leta 1972 je na poletnih olimpijskih igrah v Münchnu v sestavi norveške rokometne reprezentance osvojil deveto mesto.